# Uzina de Mașini Electrice București
Uzina de Mașini Electrice București (UMEB) este o companie românească specializată în proiectare, fabricare și comercializare de motoare electrice de joasă tensiune și grupuri electrogene.
În anul 2003, fondul de investiții Broadhurst deținea 93% din acțiunile UMEB.
Broadhust mai deține alte două companii în domeniul electrotehnic, Electroaparataj București, și Electrotehnica.
Printre concurenții săi pe piața motoarelor elecrice se numără Ana Imep Pitești, Electroputere Craiova și Electroprecizia Săcele.
Număr de angajați în 2003: 1.000
Cifra de afaceri în 2002: 27,8 milioane lei
Venit net în 2002: 0,6 milioane lei

## Istoric
Prima atestare documentară a întreprinderii datează din 1876, când apare sub titulatura de Arsenalul Armatei (ASAM).
În 1945, ASAM devine „Intreprinderea metalurgică de stat”, cu profil militar, dar și cu producție de piese de schimb pentru tractoare, piese de fontă turnate etc.
Trei ani mai târziu, se inaugurează aici „Fabrica de Mașini Electrice Dinamo”, cu zece ateliere pe șase hectare.
În 1953, fabrica Dinamo este rebotezată „Klement Gottwald”, iar in 1961 - „Întreprinderea de Mașini Electrice București”.
În 1990, întreprinderea devine Uzina de Mașini Electrice București SA.
În 1997, întreprinderea a fost privatizată.
În 1999, IMSAT achiziționează 91 % din acțiunile UMEB.
În iulie 2006, acționarul majoritar era New Century Holdings (NCH), administratorul fondului de invesțitii Broadhurst Investments.